# Зейди, Крейг
Крейг Зе́йди (англ. Craig Ziadie; 20 сентября 1978, Пемброк-Пайнс, Флорида, США) — ямайский футболист, крайний защитник.

## Карьера

### Университетский футбол
В 1997—2000 годах Зейди обучался в Ричмондском университете и играл за университетскую футбольную команду «Ричмонд Спайдерз» в Национальной ассоциации студенческого спорта. В 2000 году был признан игроком года Колониальной атлетической ассоциации.

### Клубная карьера
31 января 2001 года Зейди подписал контракт с MLS. 5 февраля 2001 года на Супердрафте MLS он был выбран в третьем раунде под общим 28-м номером клубом «Ди Си Юнайтед». 8 февраля 2001 года на Драфте Эй-лиги он был выбран в территориальном раунде клубом «Ричмонд Кикерс». Его профессиональный дебют состоялся 4 апреля 2001 года в первом матче четвертьфинала Кубка гигантов КОНКАКАФ между «Ди Си Юнайтед» и ямайским «Арнетт Гарденс». В первых девяти матчах сезона 2001 Зейди выходил в стартовом составе «Юнайтед», но после прихода в клуб Скотта Вермиллиона осел на скамейке запасных. Последние четыре матча сезона пропустил из-за травмы бедра. В целом в сезоне 2001 сыграл в 18 матчах, в 13 из которых выходил в стартовом составе, и отдал три результативные передачи.
9 мая 2002 года «Ди Си Юнайтед» обменял Крейга Зейди и Марка Лиси «Метростарзу» на Петтера Вильегаса и Орландо Переса. За «Метростарз» он дебютировал 11 мая 2002 года в матче против «Сан-Хосе Эртквейкс», выйдя на замену на 72-й минуте вместо Сэма Форко. 3 мая 2003 года в матче против «Колорадо Рэпидз» забил свой первый гол в профессиональной карьере, а также отдал голевую передачу, за что был назван игроком недели в MLS.
19 ноября 2004 года на Драфте расширения MLS Зейди был выбран клубом «Чивас США». Однако, он не подписал контракт с клубом.
В начале 2008 года Зейди попытался возобновить футбольную карьеру, но не смог пройти просмотр в «Реал Солт-Лейк».

### Международная карьера
Зейди был впервые вызван в сборную Ямайки на матч квалификации чемпионата мира 2002 против сборной Гондураса 25 апреля 2001 года, но отклонил вызов. Дебютировал за сборную Ямайки 16 октября 2002 года в товарищеском матче со сборной Японии. Был включён в состав сборной на Золотой кубок КОНКАКАФ 2003.

## Личная информация
Крейг — из футбольной семьи, его отец Деннис и старшие братья Крис и Ник также были футболистами. Зейди — двоюродный брат американского футболиста Марка Чанга.